# Claythorpe
Claythorpe – osada i civil parish w Anglii, w Lincolnshire, w dystrykcie East Lindsey. W 2001 civil parish liczyła 21 mieszkańców. Claythorpe jest wspomniana w Domesday Book (1086) jako Clactorp.